# 鬱林直隸州
鬱林直隸州，清代設置的直隸州。

郁林州在广西省的位置（1820年）

评价：衝，繁，難。隸廣西省左江道。潯州協鬱林營駐防。明為鬱林州，屬梧州府，領縣四。順治初，因明舊。雍正三年（1725年），升為直隸州。舊隸桂平梧鬱道。光緒十三年（1887年），改隸左江道。領縣四
；博白縣、北流縣、陸川縣、興業縣。民国元年（1912年），改为鬰林府。